# Belgische Gouden Schoen 1955
De verkiezing van de Belgische Gouden Schoen 1955 werd in 1956 gehouden. Fons Van Brandt won de trofee voor de eerste keer.

## De prijsuitreiking
Rik Coppens die de prijs in 1955 had gewonnen, kwam niet in aanmerking voor een nieuwe Gouden Schoen. Aangezien hij de trofee al eens had gewonnen, mocht er op hem niet meer gestemd worden. Deze regel werd na enkele jaren geschrapt, waarna spelers de prijs meermaals konden winnen.
Door het wegvallen van Coppens werden Victor Mees en Fons Van Brandt de topfavorieten. Een zenuwachtige Van Brandt bleef zijn concurrent in de uitslag net voor. De linksachter van Lierse SK had zijn overwinning vooral te danken aan de wedstrijd waarin de Continentale Selectie (i.e. een wereldelftal) het in Belfast had opgenomen tegen Engeland. Van Brandt, die deel uitmaakte van de Continentale Selectie, hield toen de Engelse sterspeler Stanley Matthews uit de wedstrijd. Het leverde hem lof op van de prestigieuze Franse krant L'Équipe. De Gouden Schoen die hij in 1956 liet vergulden, was de voetbalschoen waarmee hij in Belfast had gespeeld.

## Top 5
| Nr. | Land            | Naam              | Club(s)         | Punten |
| --- | --------------- | ----------------- | --------------- | ------ |
| 1.  | Vlag van België | Fons Van Brandt   | Lierse SK       | 131    |
| 2.  | Vlag van België | Victor Mees       | Antwerp FC      | 117    |
| 3.  | Vlag van België | Jef Mermans       | RSC Anderlecht  | 82     |
| 4.  | Vlag van België | Constant Huysmans | R. Beerschot AC | 36     |
| 5.  | Vlag van België | Alfons Dresen     | Lierse SK       | 23     |

1954 · 
1955 · 
1956 · 
1957 · 
1958 · 
1959 · 
1960 · 
1961 · 
1962 · 
1963 · 
1964 · 
1965 · 
1966 · 
1967 · 
1968 · 
1969 · 
1970 · 
1971 · 
1972 · 
1973 · 
1974 · 
1975 · 
1976 · 
1977 · 
1978 · 
1979 · 
1980 · 
1981 · 
1982 · 
1983 · 
1984 · 
1985 · 
1986 · 
1987 · 
1988 · 
1989 · 
1990 · 
1991 · 
1992 · 
1993 · 
1994 · 
1995 · 
1996 · 
1997 · 
1998 · 
1999 · 
2000 · 
2001 · 
2002 · 
2003 · 
2004 · 
2005 · 
2006 · 
2007 · 
2008 · 
2009 · 
2010 · 
2011 · 
2012 · 
2013 · 
2014 · 
2015 · 
2016 · 
2017 ·
2018 ·
2019 ·
2020 ·
2022 ·
2023 ·
2024